# Temporada 1965 de la AFL
La Temporada 1965 de la AFL fue la 6ª temporada de la AFL. La temporada también vio un cambio de
dirección de la televisión, de ABC a NBC.
La temporada finalizó cuando los Buffalo Bills vencieron a los San Diego Chargers 20-7. En la siguiente temporada, la AFL se
fusionaría con la NFL para que se dispute el primer juego de Campeonato Mundial de la AFL-NFL, conocido hoy como el Super Bowl.

## Carrera Divisional
La AFL tenía 8 equipos, agrupados en dos divisiones. Cada equipo jugaba un partido en casa de ida y vuelta contra los otros 7 equipos
en la liga para un total de 14 partidos, y el mejor equipo de la División Este jugaría contra el mejor de la División Oeste por el
juego de campeonato. Si hubo un empate en la clasificación, se llevaría a cabo una segunda fase para determinar el ganador de la
división.
Hubo poco drama en el liderato en las divisiones en esta temporada. Los Bills (10-3-1) lideraron la División Este de principio a fin,
llevando una ventaja de cinco juegos sobre los Jets (5-8-1). En la División Oeste, San Diego tuvo tres victorias potenciales que terminaron
en empates contra Kansas City (10-10, semana 3), Boston (13-13, semana 6) y Buffalo (20-20, semama 11), pero su registro 9-2-3 (. 818)
fue muy por superior respecto al registro de Oakland (8-5-1) (.615).
| Semana | Este              | Registro | Oeste            | Registro |
| ------ | ----------------- | -------- | ---------------- | -------- |
| 1      | Empate (Buf, Hou) | 1–0–0    | Empate (Oak, SD) | 1–0–0    |
| 2      | Empate (Buf, Hou) | 2–0–0    | San Diego        | 2–0–0    |
| 3      | Buffalo           | 3–0–0    | San Diego        | 2–0–1    |
| 4      | Buffalo           | 4–0–0    | San Diego        | 3–0–1    |
| 5      | Buffalo           | 4–1–0    | San Diego        | 4–0–1    |
| 6      | Buffalo           | 5–1–0    | San Diego        | 4–0–2    |
| 7      | Buffalo           | 6–1–0    | San Diego        | 5–0–2    |
| 8      | Buffalo           | 6–2–0    | San Diego        | 5–1–2    |
| 9      | Buffalo           | 7–2–0    | San Diego        | 6–1–2    |
| 10     | Buffalo           | 8–2–0    | San Diego        | 6–2–2    |
| 11     | Buffalo           | 8–2–0    | San Diego        | 6–2–2    |
| 12     | Buffalo           | 8–2–1    | San Diego        | 6–2–3    |
| 13     | Buffalo           | 9–2–1    | San Diego        | 7–2–3    |
| 14     | Buffalo           | 10–2–1   | San Diego        | 8–2–3    |
| 15     | Buffalo           | 10–3–1   | San Diego        | 9–2–3    |

## Temporada regular

### Resultados
| Local/Visitante | Local/Visitante    | División Este | División Este | División Este | División Este | División Oeste | División Oeste | División Oeste | División Oeste |
| Local/Visitante | Local/Visitante    | BOS           | BUF           | HOU           | NY            | DEN            | KC             | OAK            | SD             |
| --------------- | ------------------ | ------------- | ------------- | ------------- | ------------- | -------------- | -------------- | -------------- | -------------- |
| Este            | Boston Patriots    |               | 7–23          | 42–14         | 20–30         | 10–27          | 10–10          | 10–24          | 13–13          |
| Este            | Buffalo Bills      | 24–7          |               | 17–19         | 33–21         | 31–13          | 34–25          | 17–12          | 3–34           |
| Este            | Houston Oilers     | 31–10         | 18–29         |               | 27–21         | 21–31          | 38–36          | 21–33          | 26–37          |
| Este            | New York Jets      | 23–27         | 14–12         | 41–14         |               | 45–10          | 10–14          | 24–24          | 9–34           |
| Oeste           | Denver Broncos     | 20–28         | 15–30         | 28–17         | 16–13         |                | 23–31          | 20–28          | 21–35          |
| Oeste           | Kansas City Chiefs | 27–17         | 7–23          | 52–21         | 10–13         | 45–35          |                | 14–7           | 31–7           |
| Oeste           | Oakland Raiders    | 30–21         | 14–17         | 21–17         | 24–14         | 24–13          | 37–10          |                | 6–17           |
| Oeste           | San Diego Chargers | 6–22          | 20–20         | 31–14         | 38–7          | 34–31          | 10–10          | 24–14          |                |

### Tabla de posiciones
V = Victorias, D = Derrotas, E = Empates, CTE = Cociente de victorias, PF= Puntos a favor, PC = Puntos en contra
| Campeón de Division |

| Buffalo Bills   | 10 | 3  | 1 | .769 | 313 | 226 |
| New York Jets   | 5  | 8  | 1 | .385 | 285 | 303 |
| Boston Patriots | 4  | 8  | 2 | .333 | 244 | 302 |
| Houston Oilers  | 4  | 10 | 0 | .286 | 298 | 429 |

| San Diego Chargers | 9 | 2  | 3 | .818 | 340 | 227 |
| Oakland Raiders    | 8 | 5  | 1 | .615 | 298 | 239 |
| Kansas City Chiefs | 7 | 5  | 2 | .583 | 322 | 285 |
| Denver Broncos     | 4 | 10 | 0 | .286 | 303 | 392 |

## Juego de Campeonato
- Buffalo Bills 23, San Diego Chargers 0, 26 de diciembre de 1965, Balboa Stadium, San Diego, California